# Samson Mbingui
Samson Mbingui (Moanda, 9 de fevereiro de 1992) é um futebolista profissional gabonense que atua como meia.

## Carreira
Samson Mbingui fez parte do elenco da Seleção Gabonense de Futebol da Olimpíadas de 2012.